# 普蘭默 (愛達荷州)
普蘭默（英語：Plummer）是一個位於美國愛達荷州本瓦縣的城市。

## 地理
普蘭默的座標為47°20′00″N 116°53′04″W / 47.33333°N 116.88444°W，而該地的平均海拔高度為836米（即2743英尺）。

## 人口
根據2020年美國人口普查的數據，普蘭默的面積為3.27平方千米，均為陸地。當地共有人口1015人，而人口密度為每平方千米310.4人。